# Mistrovství světa v ledním hokeji 2018 (Divize II)
Mistrovství světa v ledním hokeji 2018 (Divize II) byl mezinárodní hokejový turnaj pořádaný Mezinárodní hokejovou federací.
Turnaj skupiny A se konal v nizozemském Tilburgu od 23. do 29. dubna 2018 a turnaj skupiny B ve španělské Granadě od 14. do 20. dubna 2018. 

## Skupina A

### Účastníci
| Tým        | Kvalifikace                                    |
| ---------- | ---------------------------------------------- |
| Nizozemsko | Pořadatel, 6. místo v Divizi I B 2017 a sestup |
| Austrálie  | 2. místo v Divizi II A 2017                    |
| Srbsko     | 3. místo v Divizi II A 2017                    |
| Belgie     | 4. místo v Divizi II A 2017                    |
| Island     | 5. místo v Divizi II A 2017                    |
| Čína       | 1. místo v Divizi II B 2017 a postup           |

### Rozhodčí
| Hlavní                                                                 | Čároví |
| ---------------------------------------------------------------------- | --- |
| - Andreas Benvegnu - Miklós Haszonits - Sergey Morozov - Tomasz Radzik | - Knut Einar Bråten - Tomislav Grozaj - Raivis Jučers - Kensuke Kanazawa - Jos Korte - Ian McCambridge - Stef Oosterling |

### Tabulka
|  | Jeden tým postupující do divize I B  |
|  | Jeden tým sestupující do divize II B |

| Poř. | Tým        | Z | V | VP | PP | P | GV | GI | +/- | B  |
| ---- | ---------- | - | - | -- | -- | - | -- | -- | --- | -- |
| 1.   | Nizozemsko | 5 | 5 | 0  | 0  | 0 | 42 | 5  | +37 | 15 |
| 2.   | Austrálie  | 5 | 3 | 1  | 0  | 1 | 19 | 14 | +5  | 11 |
| 3.   | Srbsko     | 5 | 3 | 0  | 1  | 1 | 16 | 14 | +2  | 10 |
| 4.   | Čína       | 5 | 2 | 0  | 0  | 3 | 10 | 16 | -6  | 6  |
| 5.   | Belgie     | 5 | 1 | 0  | 0  | 4 | 11 | 28 | -17 | 3  |
| 6    | Island     | 5 | 0 | 0  | 0  | 5 | 7  | 28 | -21 | 0  |

### Zápasy
Všechny časy jsou místní (UTC+2).
| 23. dubna 2018 13:00 | Austrálie | 3:0 (1:0, 0:0, 2:0) | Island | IJssportcentrum, Tilburg Návštěvnost: 250 |  |

| 23. dubna 2018 16:30 | Srbsko | 4:1 (1:0, 2:1, 1:0) | Belgie | IJssportcentrum, Tilburg Návštěvnost: 215 |  |

| 23. dubna 2018 20:00 | Nizozemsko | 7:0 (3:0, 1:0, 3:0) | Čína | IJssportcentrum, Tilburg Návštěvnost: 1 452 |  |

| 24. dubna 2018 13:00 | Austrálie | 6:0 (1:0, 2:0, 3:0) | Belgie | IJssportcentrum, Tilburg Návštěvnost: 245 |  |

| 24. dubna 2018 16:30 | Čína | 1:3 (0:1, 0:2, 1:0) | Srbsko | IJssportcentrum, Tilburg Návštěvnost: 257 |  |

| 24. dubna 2018 20:00 | Island | 1:11 (0:3, 0:3, 1:5) | Nizozemsko | IJssportcentrum, Tilburg Návštěvnost: 1 347 |  |

| 26. dubna 2018 13:00 | Čína | 1:3 (1:0, 0:0, 0:3) | Austrálie | IJssportcentrum, Tilburg Návštěvnost: 411 |  |

| 26. dubna 2018 16:30 | Belgie | 6:3 (1:0, 2:0, 3:3) | Island | IJssportcentrum, Tilburg Návštěvnost: 243 |  |

| 26. dubna 2018 20:00 | Nizozemsko | 5:0 (2:0, 2:0, 1:0) | Srbsko | IJssportcentrum, Tilburg Návštěvnost: 1 500 |  |

| 28. dubna 2018 13:00 | Čína | 3:1 (0:0, 0:1, 3:0) | Island | IJssportcentrum, Tilburg Návštěvnost: 321 |  |

| 28. dubna 2018 16:30 | Belgie | 2:10 (0:4, 1:4, 1:2) | Nizozemsko | IJssportcentrum, Tilburg Návštěvnost: 2 400 |  |

| 28. dubna 2018 20:00 | Srbsko | 4:5 po s.n. (2:1, 0:1, 2:2 - 0:0) | Austrálie | IJssportcentrum, Tilburg Návštěvnost: 521 |  |

| 29. dubna 2018 13:00 | Belgie | 2:5 (0:0, 0:3, 2:2) | Čína | IJssportcentrum, Tilburg Návštěvnost: 250 |  |

| 29. dubna 2018 16:30 | Nizozemsko | 9:2 (4:0, 3:1, 2:1) | Austrálie | IJssportcentrum, Tilburg Návštěvnost: 2 035 |  |

| 29. dubna 2018 20:00 | Island | 2:5 (1:1, 0:2, 1:2) | Srbsko | IJssportcentrum, Tilburg Návštěvnost: 311 |  |

## Skupina B

### Účastníci
| Tým           | Kvalifikace                                     |
| ------------- | ----------------------------------------------- |
| Španělsko     | Pořadatel, 6. místo v Divizi II A 2017 a sestup |
| Nový Zéland   | 2. místo v Divizi II B 2017                     |
| Izrael        | 3. místo v Divizi II B 2017                     |
| Severní Korea | 4. místo v Divizi II B 2017                     |
| Mexiko        | 5. místo v Divizi II B 2017                     |
| Lucembursko   | 1. místo v Divizi III 2017 a postup             |

### Rozhodčí
| Hlavní                                                                  | Čároví                                                                                                   |
| ----------------------------------------------------------------------- | --- |
| - Jevgēņijs Griškevičs - Milan Novák - Rasmus Toppel - Tim Tzirtziganis | - Alejandro García - Marcus Höfer - Andrey Korovkin - Jiří Svoboda - Carlos Trobajo - Chris van Grinsven |

### Tabulka
|  | Jeden tým postupující do divize II A |
|  | Jeden tým sestupující do divize III  |

| Poř. | Tým           | Z | V | VP | PP | P | GV | GI | +/- | B  |
| ---- | ------------- | - | - | -- | -- | - | -- | -- | --- | -- |
| 1.   | Španělsko     | 5 | 5 | 0  | 0  | 0 | 49 | 6  | +43 | 15 |
| 2.   | Nový Zéland   | 5 | 4 | 0  | 0  | 1 | 33 | 14 | +19 | 12 |
| 3.   | Izrael        | 5 | 3 | 0  | 0  | 2 | 24 | 14 | +10 | 9  |
| 4.   | Severní Korea | 5 | 1 | 0  | 0  | 4 | 12 | 40 | -28 | 3  |
| 5.   | Mexiko        | 5 | 1 | 0  | 0  | 4 | 9  | 30 | -21 | 3  |
| 6.   | Lucembursko   | 5 | 1 | 0  | 0  | 4 | 6  | 29 | -23 | 3  |

### Zápasy
Všechny časy jsou místní (UTC+2).
| 14. dubna 2018 13:00 | Nový Zéland | 5:1 (1:0, 4:0, 0:1) | Mexiko | Igloo Arena, Granada Návštěvnost: 55 |  |

| 14. dubna 2018 16:30 | Lucembursko | 1:8 (1:4, 0:2, 0:2) | Izrael | Igloo Arena, Granada Návštěvnost: 61 |  |

| 14. dubna 2018 20:15 | Španělsko | 15:1 (4:0, 8:1, 3:0) | Severní Korea | Igloo Arena, Granada Návštěvnost: 333 |  |

| 15. dubna 2018 13:00 | Nový Zéland | 5:2 (1:0, 0:1, 4:1) | Izrael | Igloo Arena, Granada Návštěvnost: 67 |  |

| 15. dubna 2018 16:30 | Severní Korea | 5:2 (3:2, 2:0, 0:0) | Mexiko | Igloo Arena, Granada Návštěvnost: 68 |  |

| 15. dubna 2018 20:00 | Lucembursko | 1:10 (0:0, 1:3, 0:7) | Španělsko | Igloo Arena, Granada Návštěvnost: 234 |  |

| 17. dubna 2018 13:00 | Izrael | 9:1 (3:1, 4:0, 2:0) | Severní Korea | Igloo Arena, Granada Návštěvnost: 36 |  |

| 17. dubna 2018 16:30 | Nový Zéland | 7:1 (1:0, 2:1, 4:0) | Lucembursko | Igloo Arena, Granada Návštěvnost: 68 |  |

| 17. dubna 2018 20:00 | Španělsko | 14:0 (4:0, 5:0, 5:0) | Mexiko | Igloo Arena, Granada Návštěvnost: 157 |  |

| 19. dubna 2018 13:00 | Mexiko | 3:1 (1:0, 1:1, 1:0) | Lucembursko | Igloo Arena, Granada Návštěvnost: 300 |  |

| 19. dubna 2018 16:30 | Severní Korea | 4:12 (1:4, 3:4, 0:4) | Nový Zéland | Igloo Arena, Granada Návštěvnost: 84 |  |

| 19. dubna 2018 20:00 | Izrael | 0:4 (0:0, 0:2, 0:2) | Španělsko | Igloo Arena, Granada Návštěvnost: 390 |  |

| 20. dubna 2018 13:00 | Lucembursko | 2:1 (0:1, 1:0, 1:0) | Severní Korea | Igloo Arena, Granada Návštěvnost: 77 |  |

| 20. dubna 2018 16:30 | Mexiko | 3:5 (0:2, 2:2, 1:1) | Izrael | Igloo Arena, Granada Návštěvnost: 94 |  |

| 20. dubna 2018 20:00 | Španělsko | 6:4 (1:0, 4:3, 1:1) | Nový Zéland | Igloo Arena, Granada Návštěvnost: 541 |  |